# Walter Rammner
Kurt Walter Rammner (* 17. Oktober 1897 in Leipzig; † 26. Dezember 1954 in Bad Reiboldsgrün, Vogtland) war ein deutscher Biologe, Fachredakteur und Autor.

## Leben
Rammner wurde als Sohn des Leipziger Architekten Robert Rammner und der Ida Elisabeth Martha Asmus geboren. Er studierte Naturwissenschaften und Biologie an der Universität Leipzig und spezialisierte sich unter dem Einfluss von Richard Woltereck auf Hydrobiologie und besonders auf Blattfußkrebse. 1925 promovierte er mit einer Arbeit über Bosmina, eine Gattung von Krebstieren, zum Dr. phil. Mehr als 25 Forschungspublikationen entfallen auf dieses Gebiet.
Von 1925 bis 1951 war er Fachredakteur für Biologie am Bibliographischen Institut Leipzig und bemühte sich um die Popularisierung der ökologischen Betrachtungsweise in Zoologie und Botanik und um die Verbreitung von biologischem Allgemeinwissen. So veröffentlichte er 1933 Die Tierwelt in der deutschen Landschaft, 1934 Deutsche Waldbäume und 1935 Die Pflanzenwelt der deutschen Landschaft. Er war „sehr maßgeblich“, so Hans Kumerloeve in seinem Nachruf, an der Neubearbeitung von Meyers Lexikon ab 1936 beteiligt, publizierte 1937 einen Volks-Brehm und 1941/42 eine vierbändige Neubearbeitung von Brehms Tierleben.
1947 wurde er Lehrbeauftragter am Zoologischen Institut der Universität Leipzig, erhielt 1952 die Venia legendi für Zoologie und 1953 eine Professur für Spezielle Zoologie, Tiergeographie und Ökologie. Sein Professorenkollege Arno Wetzel bezeichnete Rammner in seinem Nachruf als „einen jener selten gewordenen Menschen (...), die das gesamte Gebiet [der Biologie] bis zu weiten Horizonten überblicken“ und der „in meisterlicher Kunst wissenschaftlich gediegener und allgemein verständlicher Beschreibung“ beeindruckte.
Rammner war ab 1925 mit Christine Cornelia geb. Bangert (1904–1994) verheiratet. Das Paar hatte fünf Kinder. Rammner starb im Alter von 57 Jahren in Bad Reiboldsgrün, einer TBC-Heilstätte im Vogtland, an Tuberkulose. Das Grabmal für ihn und seine Frau auf dem Südfriedhof Leipzig ist eine Arbeit des Bildhauers Alfred Späte.

## Veröffentlichungen (Auswahl)
- Die Tierwelt der deutschen Landschaft. Das Leben der Tiere in ihrer Umwelt. Unter Benutzung der von Dr. Otto zur Strassen herausgegebenen 4. Auflage des großen Ausgabe von Brehms Tierleben bearbeiteten Volksausgabe. Bibliographisches Institut, Leipzig 1933. Als Tierwelt der deutschen Landschaften 4., verbesserte Auflage, Bibliographisches Institut, Leipzig 1954, 5. Auflage 1956.
- Deutsche Waldbäume. Bibliographisches Institut, Leipzig 1934 (= Meyers bunte Bändchen).
- Die Pflanzenwelt der deutschen Landschaft. Bibliographisches Institut, Leipzig 1935, 2. vermehrte und verbesserte Auflage 1939.
- Das Tier in der Landschaft. Die deutsche Tierwelt in ihren Lebensräumen. Bibliographisches Institut, Leipzig 1936, 3. Auflage 1938.
- Volks-Brehm. 2 Bände, völlig neu bearbeitet, Bibliographisches Institut, Leipzig 1937. Band 1: Wirbellose, Fische, Band 2: Lurche, Kriechtiere, Vögel, Säugetiere.
- Brehms Tierleben. Völlig neu bearbeitet, Bibliographisches Institut, Leipzig 1941. Band 1: Wirbellose, Band 2: Fische, Lurche, Kriechtiere, Band 3: Vögel, Band 4: Säugetiere. 2. Auflage 1952, Nachdruck 1953.
- Tierleben im Tümpel. Verlag Volk und Wissen, Berlin, Leipzig 1947.
- Verborgenes Leben. Aus dem Entwicklungsgang der Gall- und Mineninsekten. Verlag Volk und Wissen, Berlin, Leipzig 1947.

## Überlieferung
- Rammners Personalakte befindet sich im Archiv der Universität Leipzig (Signatur PA 0105, undigitalisiert), ebenso ein Passbild um 1942 (Signatur FS N03001, digitalisiert) sowie Karteikarten aus seiner Studentenzeit (Bestand Quaestur, digitalisiert).
- Schriftgut des Bibliographischen Instituts mit Autorenkorrespondenzen und Titelakten liegt im Staatsarchiv Leipzig (Bestand 21094, Bearbeitung noch nicht abgeschlossen).